# Oskar Johannes Stanik

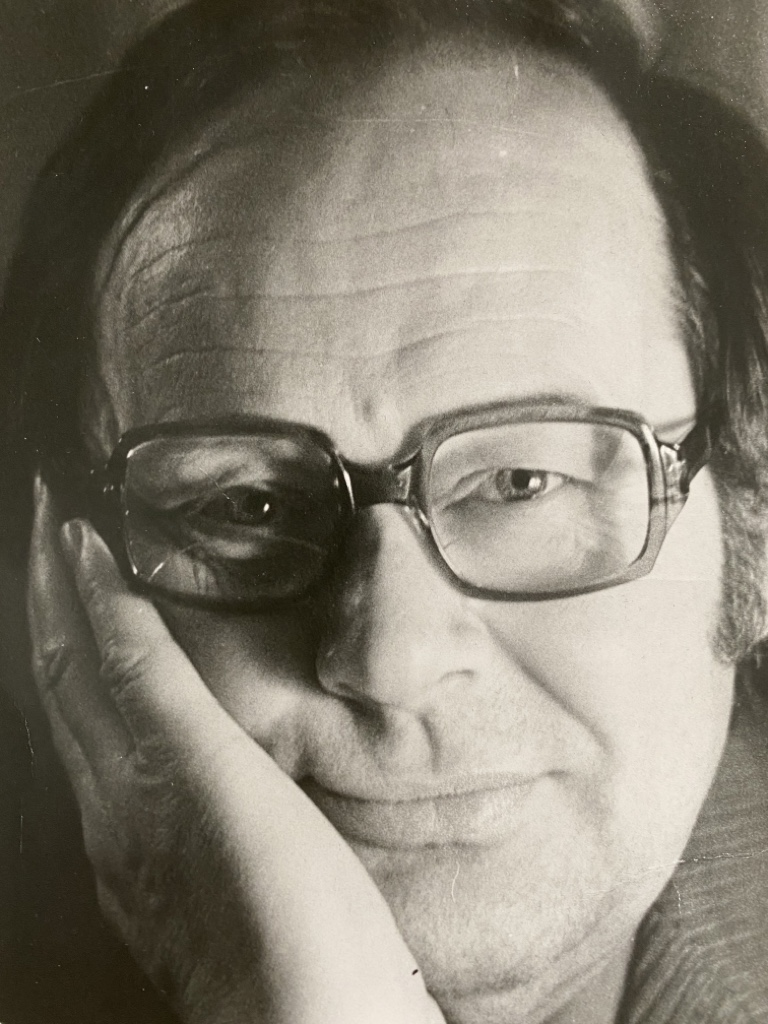
Oskar Johannes Stanik

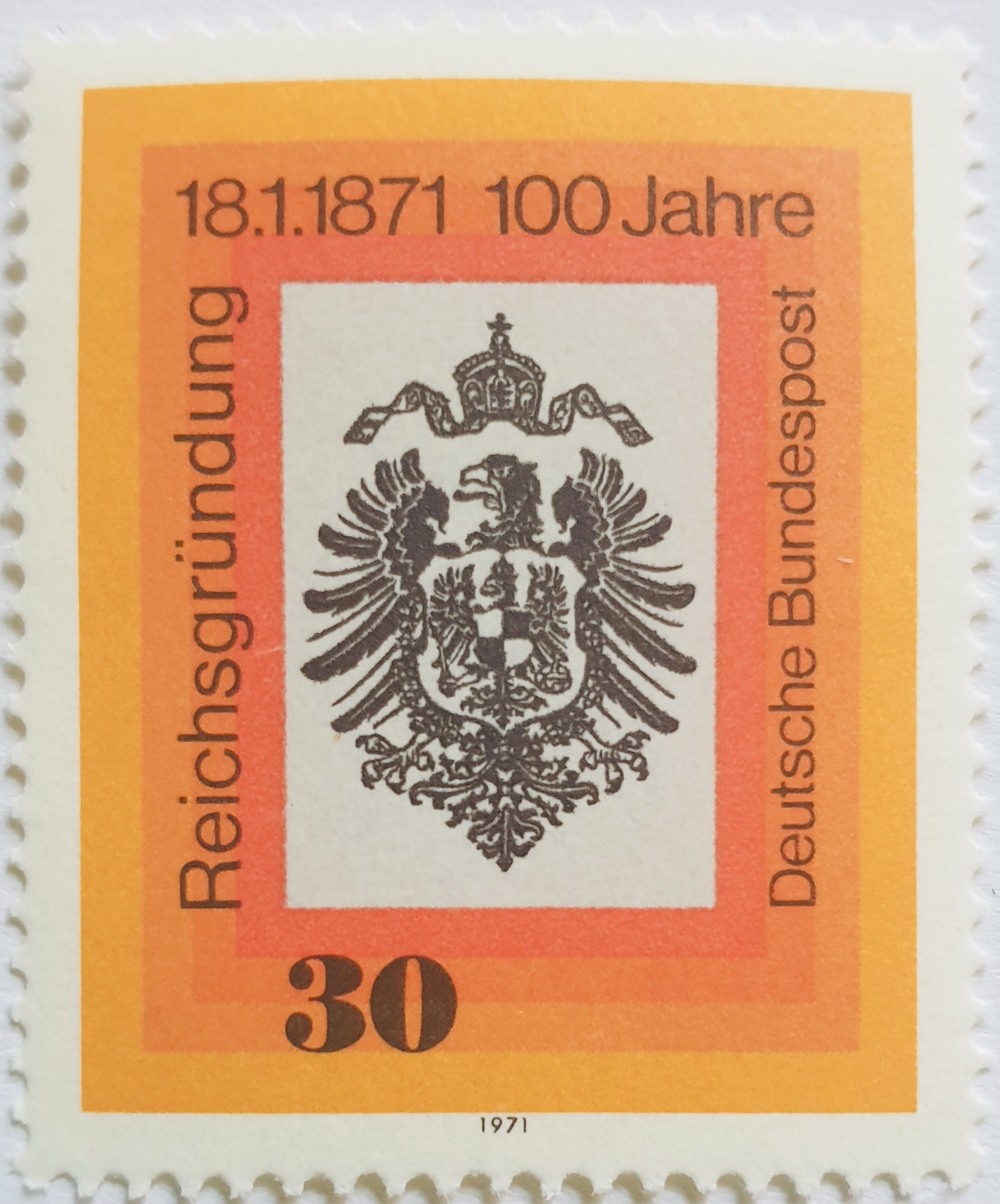
Briefmarke: 100 Jahre Reichsgründung

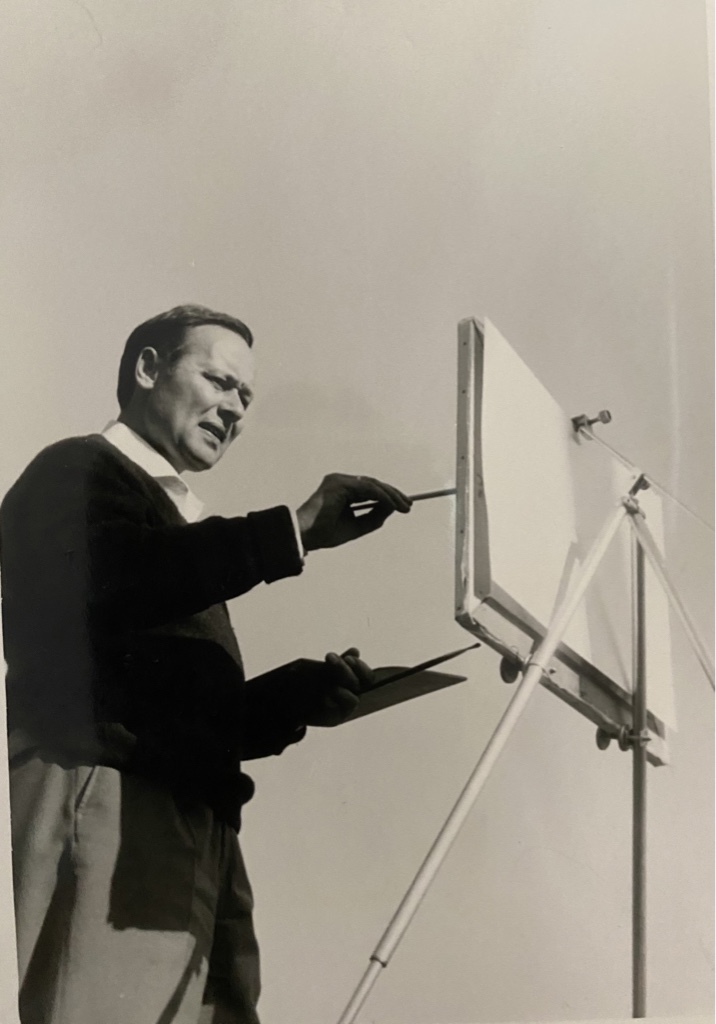
Oskar Stanik bei der Arbeit

Oskar Johannes Stanik (* 22. Mai 1921 in Bischofsburg/Ostpreußen; † 24. April 1989 in Erlangen) war ein deutscher Maler und Grafiker.

## Leben
Oskar Johannes Stanik studierte an der Kunstakademie Königsberg, wo er Meisterschüler von Eduard Bischoff war. Er gewann 1940 den Leistungswettbewerb junger ostpreußischer Künstler. 1941 wurde er durch die Wehrmacht zum Kriegsdienst eingezogen und kämpfte in Frankreich und Russland, wo er von 1945 bis 1949 in Gefangenschaft war. Nach seiner Kriegsgefangenschaft zog er zu seiner Frau und seiner ersten Tochter nach Erlangen, wo er bis zu seinem Lebensende lebte und arbeitete. Er hinterließ drei Töchter.

## Wirken
In den ersten Nachkriegsjahren in Erlangen betätigte er sich als Werbegrafiker, malte Kinoplakate und arbeitete in seiner künstlerischen Arbeit die Kriegserlebnisse auf.
Sein Bild Straße der Verdammten, das er in der Gefangenschaft gemalt und mit nach Erlangen gebracht hatte, erhielt den ersten Preis der bayerischen Staatsregierung. 1951 schuf er das Gemälde Weg der Flüchtlinge für die Aula der Ohm-Schule (seit 1954 Friedrich-Rückert-Schule) in Erlangen.
Verschiedene Organisationen (u. a. das Bayerische Rote Kreuz und der Verband der Heimkehrer) veröffentlichten Staniks Zeichnungen als Plakate, Bucheinbände und Illustrationen in einer Auflage von ca. 300.000 Stück. Die Städte Fürth und Coburg verliehen ihm ebenfalls Kunstpreise.
Stanik schuf ab den 1960er Jahren für verschiedene öffentliche Einrichtungen Fassadenkunstwerke, Reliefs und Denkmäler (z. B. das Ehrenmal des Ehrenfriedhofs Erlangen).
Mit gewerblicher Grafik, für Firmen wie Gebr. Knauf KG oder den Zeichengerätehersteller KUM, gewährleistete Stanik die Grundsicherung für sich und seine Familie. Ab 1965 widmete er sich in der Thalerei, einem alten, historisches Gebäude, dass 1969 abgerissen wurde, mit vier weiteren Erlanger Künstlern auch seiner künstlerischen Arbeit.
Zu seinem 50. Geburtstag wurde 1971 vom Kunstverein Erlangen eine große Ausstellung in der Erlanger Orangerie organisiert. Stanik hatte sich zu dieser Zeit durch diverse Arbeiten in Erlangen bereits einen Namen gemacht. Dazu zählten seine Porträts diverser Persönlichkeiten des öffentlichen Lebens, die Briefmarke für die Deutsche Bundespost (Jahrgang 1971) zur 100-jährigen Reichsgründung, sowie einige Werke, die für öffentliche Gebäude und Plätze bestimmt waren.
Seine neue fränkische Heimat, Erlangen und deren Umgebung, hielt Stanik in vielen Aquarellen, Ölgemälden und Zeichnungen aus verschiedenen Blickwinkeln fest. Sein gezeichnetes Bild der Stadt Erlangen gewann den Wettbewerb für die Stadt Ankara.
1974 eröffnete er seine Galerie am Lorlebergplatz und konnte sich durch seinen Erfolg mit der Kunst ganz dieser widmen. Am 24. April 1989 starb Stanik im Alter von 68 Jahren.

## Auszeichnungen
- Erster Kunstpreis der bayerischen Staatsregierung, für das Bild Straße der Verdammten.
- Kunstpreis der Stadt Erlangen für das Bild Impressionen aus Erlangen (Wettbewerb Stadt Ankara)